# Coulonges-Cohan
 Coulonges-Cohan  là một xã ở tỉnh Aisne, vùng Hauts-de-France thuộc miền bắc nước Pháp.